# Eliana Longi
Eliana Longi (Catania, 13 settembre 1978) è una politica italiana, deputata di Fratelli d'Italia per la XIX legislatura.

## Biografia
Nata a Catania, dove ha conseguito la laurea in economia e commercio ambientale presso l'Università di Catania con 102/110.

### Carriera politica
Presidente del circolo di Fratelli d'Italia "Futuro e Tradizione", alle elezioni politiche anticipate del 2022 viene candidata alla Camera dei deputati, tra le sue liste nel collegio plurinominale Sicilia 2 - 03 in quarta (e ultima) posizione, risultando eletta deputata. Nella XIX legislatura è componente della 9ª Commissione Trasporti, poste e telecomunicazioni e della Commissione parlamentare d'inchiesta sulle attività illecite connesse al ciclo dei rifiuti e su altri illeciti ambientali e agroalimentari.